# Tau (Tongatapu)
Tau (auch: Taii) ist ein kleines unbewohntes Inselchen im Norden von Tongatapu im Pazifik. Sie gehört politisch zum Königreich Tonga.

## Geografie
Das Motu liegt im Norden des östlichen Ausläufers der Riffkrone, zusammen mit ʻAta.

## Klima
Das Klima ist tropisch heiß, wird jedoch von ständig wehenden Winden gemäßigt. Ebenso wie die anderen Inseln der Tongatapu-Gruppe wird Tau gelegentlich von Zyklonen heimgesucht.